# Canon (manga)
Canon (カノン?, Kanon) è un manga di quattro volumi creato da Chika Shiomi per la Akita Shoten tra il 1994 e il 1996.

## Trama
Un vampiro attacca una scuola ed uccide 39 studenti, lasciando in vita solo una ragazza che tuttavia viene a sua volta mutata in vampiro. Per fermare il suo stesso istinto, la giovane decide di indossare una croce sopra il suo petto e inizia a viaggiare alla ricerca del vampiro che ha dato origine a tutto questo, per ottenere finalmente vendetta.